# 维纳斯城堡 (埃里切)

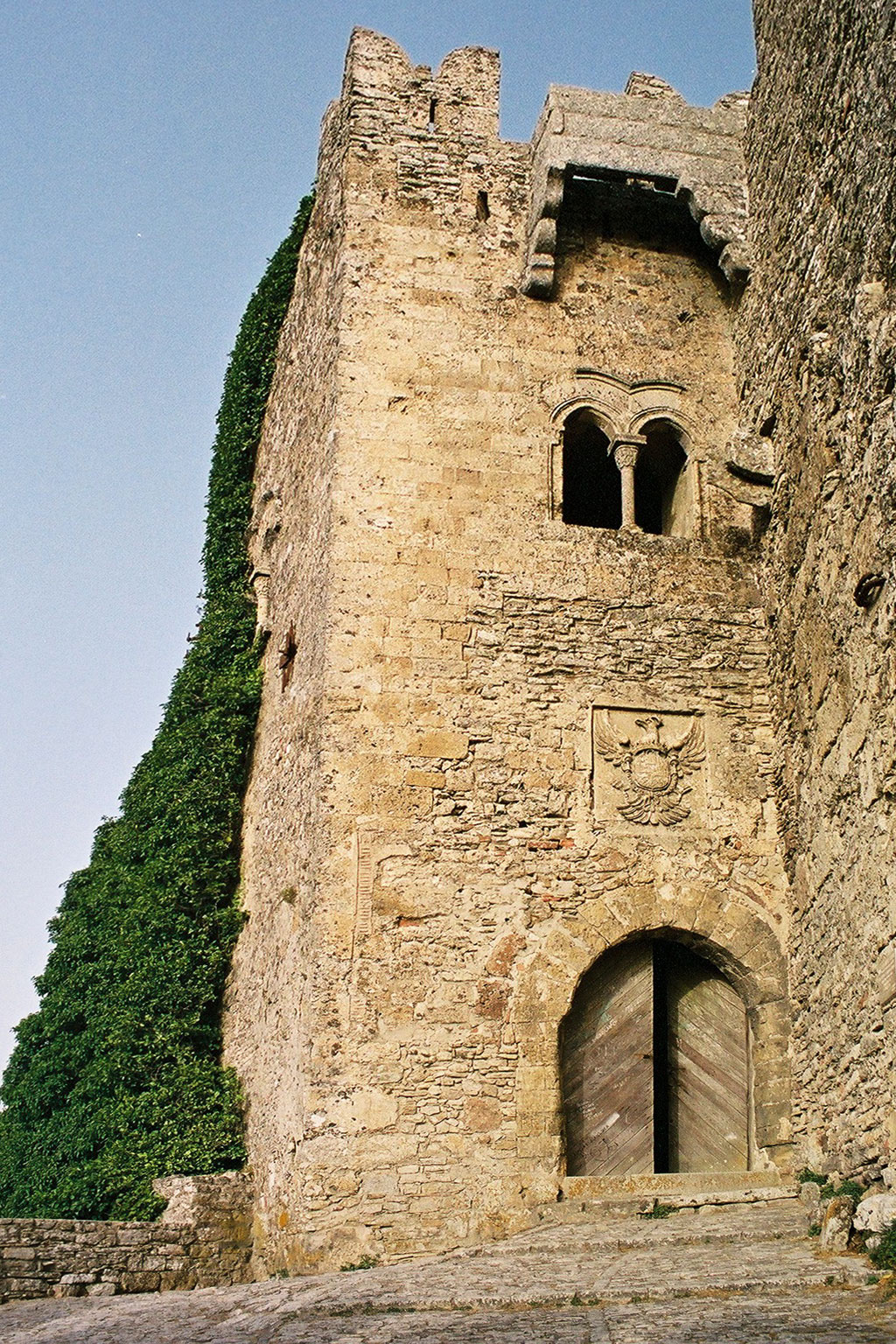

维纳斯城堡（義大利語：Castello di Venere）是一座12世纪城堡，诺曼风格，矗立在意大利西西里大区特拉帕尼省埃里切的埃里切山（Monte Erice）山顶东南角一处孤立的悬崖，修建在伊利米亚-腓尼基-罗马神庙的废墟上。
维纳斯城堡建于12世纪，西西里国王鲁杰罗二世下令建造。
此处最早是伊利米人供奉腓尼基人的女性生育神阿斯塔蒂的神庙。
城堡通过吊桥与山顶的其他部分连接。